# Paula May-Pillesmüller
Paula May, geb. Pillesmüller (* 29. Mai 1891 in Urfahr; † 15. Dezember 1946 in Schloss Thalfingen bei Ulm) war eine österreichische Malerin und Kunstpädagogin.

## Leben und Wirken
Pillesmüller besuchte das Lyzeum in Linz (heute Körnerschule Linz) und anschließend ein Pensionat in Luzern. Ersten Malunterricht erhielt sie vom Marinemaler Alfred Jensen in Urfahr. Ihr Talent für Porträtmalerei entwickelte sie in der Malschule von Berta von Tarnóczy. Bereits als 15-Jährige stellte sie im Oberösterreichischen Kunstverein aus und erhielt Aufträge. 1912 erhielt sie Unterricht in der Malschule von Heinrich Knirr. Ab 1919 stellte sie regelmäßig in den Ausstellungen des Ring und ab 1921 auch des MAERZ aus.
Sie heiratete 1912 oder 1913 den Künstler Matthias May. Das Paar lebte ab 1914 einige Jahre in Linz und betrieb dort von 1920 bis 1923 eine Malschule. Die beiden waren 1919 an der Gründung der Künstlervereinigung Der Ring und 1921 an der Neugründung des MAERZ beteiligt. 
Nach dem Tod ihres ersten Mannes übersiedelte sie 1923 nach München und hielt sich später längere Zeit in Berlin und Italien auf. Für das Passagierschiff Bremen des Norddeutschen Lloyd kreierte sie Wandteppiche. Ab 1932 schuf sie großformatige Bildstickereien. 
1932 heiratete sie den Maler Lothar Bechstein, der 1936 verstarb. 1938 wurde sie die Frau des Malers Hans Ottmar Holland.
1943 wurde ihr Atelier in München durch Bomben zerstört.

## Ausstellungen
Werke der Künstlerin sind immer wieder Teil von Ausstellungen des Linzer Nordico und des Lentos:
- Matthias May – ein Kölner Maler in Linz, Nordico, 2003
- Paula´s Home und Uli Aigner, Lentos, 2004
- ahoi herbert! bayer und die moderne, Lentos, 2009
- Im Garten, Nordico, 2011
- 100 % Linz, Nordico, 2013
- Kunstgenuss Essen, Nordico, 2014